# Jean Baptiste Perrin
Jean Baptiste Perrin (født 30. september 1870 i Lille, død 17. april 1942 i New York City) var en fransk fysiker og Nobelprismodtager. Han modtog Nobelprisen i fysik i 1926 for sit arbejde med materiens atomare struktur samt især for sin opdagelse af sedimentationsligevægten.